# تضمين (شعر)
التضمين في الشعر، هو تعلق ما فيه قافية بأخرى، وهو قبيح إن كان مما لا يتم الكلام بدونه، ومقبول إذا كان فيه بعض المعنى لكنه يُفسَّر بما بعده. وهو أحد عيوب القافية الستة التي هي: الإيطاء، والتضمين، والإقواء، والإصراف، والإكفاء، والسناد.

## القافية الشعرية
القافية الشعرية هي الحروف الواقعة بين آخر حرف في البيت و أول حرف متحرك قبل الساكنين مع الحرف الأخير في البيت.
وعيوبها على نوعين:
- أحدهما: يلاحِظُ الرويَّ وحركته المجرى.[2]
- والآخر: يلاحظ ما قبل الروي من الحروف والحركات، ويسمى السِّناد.[2]

فعيوب الرويِّ ستة: الإكْفاء، والإجازة (وهما يقعان في الروي)، والإقْواء، والإصراف (وهما يختصان بالمجرى)، والإيطاء والتضمين (وهما ملحقان بهذه العيوب).
- الإكْفاء: هو أن يُؤتَى في البيتين من القصيدة بروي مُتجانِس في المخرج لا في اللفظ، نحو «شارح – وشارخ» أو «فارس – وقارص».[2]
- الإجازة: هي الجمع بين رويَّين مختلفين في المخرج، نحو «عبيدُ وعريقُ» أو «شاربُ – وقاتلُ».[2]
- الإقواء: هو تحريك المجرى بحركتين مختلفتين غير متباعدتين، مثل الكسرة والضمة في قولك «فوارسِ – ومدارسُ».[2]
- الإصراف: هو الجمع بين حركتين مختلفتين متباعدتين، كالفتحة والضمة في قولك: «قدرُ – وعبرا»، والفتحة والكسرة في قولك: «رداءَ – وبناءِ».[2]
- الإيطاء: هو إعادة اللفظة ذاتها بلفظها ومعناها، وإنما يجوز بمعنى مختلف نحو «إنسان» للرجل، ولناظر العين، وأجازوا إعادة اللفظة ذاتها بمعناها بعد سبعة أبيات.[2]
- التضمين: هو تعلق ما فيه قافية بأخرى، وهو قبيح إن كان مما لا يتم الكلام بدونه، ومقبول إذا كان فيه بعض المعنى لكنه يُفسَّر بما بعده.[2]

ومن التضمين المستهجن قول النابغة في مديح قوم:
فعلق لفظة «إني» بالبيت الثاني، وهو مردود.